# Drassodella montana
Espèce
Drassodella montana est une espèce d'araignées aranéomorphes de la famille des Gallieniellidae.

## Distribution
Cette espèce est endémique du KwaZulu-Natal en Afrique du Sud,. Elle se rencontre vers Glen Bain et Ixopo.

## Description
La femelle holotype mesure 5,52 mm et le mâle paratype 4,48 mm, les mâles mesurent de 3,90 à 8,30) mm et les femelles de 4,20 à 7,90 mm.

## Publication originale
- Mbo & Haddad, 2019 : A revision of the endemic South African long-jawed ground spider genus Drassodella Hewitt, 1916 (Araneae: Gallieniellidae). Zootaxa, no 4582(1), p. 1-62.